# پولمالاگاما
پولمالاگاما (به لاتین: Polmalagama) یک منطقهٔ مسکونی در سری‌لانکا است که در استان مرکزی (سری‌لانکا) واقع شده‌است.